# حمورة (المعافر)

تعديل مصدري - تعديل

حمورة هي إحدى قرى مديرية المعافر بمحافظة تعز اليمنية، بلغ تعداد سكانها 432 نسمة حسب التعداد السكاني في اليمن في 2004.